# Habib Bektaş
Habib Bektaş (Salihli, 1 de marzo de 1951) escritor turco afincado en Alemania desde 1972.
Vive con su esposa en Erlangen y es padre de dos hijos. En Alemania ha trabajado en varios sitios (restaurantes, empresa farmacéutica...) y como columnista en los periódicos Evrensel y Yeni Hayat.

## Premios
- 1982: Kulturförderpreis der Stadt Erlangen
- 1989: Romanpreis des Milliyet Verlagshauses für den Roman Hamriyanim
- 1997: Romanpreis des Inkilap Verlages für den Roman Gölge Kokusu
- 2000: Türk Dil Dernegi Ömer Asim Aksoy Preis des Instituts für die türkische Sprache für den Roman Cennetin Arka Bahcesi

## Obra
- 1989 Yorgun Ölü, Yaba Verlag, Ankara
- 1989 Hamriyanım, Remzi Verlag, Istanbul
- 1981 Belagerung des Lebens, Ararat Verlag Berlin
- 1983 Erlangen şiirleri, Derinlik Verlag, Istanbul
- 1984 ohne dich ist jede stadt eine wüste, Damnitz-Verlag, München
- 1985 Reden die Sterne, Damnitz-Verlag, München
- 1985 Adresinde yoktur, Dayanışma Verlag, Ankara
- 1989 Das vergessene wachsen, art-direct Verlag Erlangen,
- 1991 Das Länderspiel, Heliopolis-Verlag, Tübingen
- 1991 Uyuşturucu Batağı, Milliyet Verlag, Istanbul
- 1991 Mein Freund, der Opabaum, Boje Verlag, Erlangen
- 1991 Şirin wünscht sich einen Weihnachtsbaum, Ravensburger-Verlag
- 1992 Sözü Yurt Edindim, Broy Verlag, Istanbul
- 1994 Metin macht Geschichten, Boje Verlag, Erlangen
- 1996 wie wir Kinder (Kindergedichte für Erw.), Verlag der Ev.-Luth. Mission Erlg
- 1997 Zaghaft meine Sehnsucht, Horlemann Verlag, Bonn
- 1997 Alamancı Metin, Kultusministerium der Türkei, Ankara
- 1997 Gölge Kokusu, Inkilap Verlag, Istanbul
- 1997 Meyhane Dedikleri , Inkilap Verlag, Istanbul
- 2000 Cennetin Arka Bahçesi, Can Verlag, Istanbul
- 2001 Ben Öykülere Inanırım, Can Verlag, Istanbul
- 2002 babel zum trotz, Horleman Verlag, Bonn
- 2005 Ein Gewöhnlicher Tag, Sardes Verlag, Erlangen
- 2006 Ein Päckchen `H`, Sardes Verlag, Erlangen
- 2006 Farbe des Lichts, Sardes Verlag, Erlangen
- 2007 Hamriyanim – Frau Teig, Sardes Verla
- 2008 Hinterhof des Paradieses (Roman) Sardes Verlag, Erlangen6
- 2008 Ein Gedicht, ohne Widmung, Sardes Verlag, Erlangen
- 2009 Das Gedächtnis der Spiegel,€ Sardes Verlag, Erlangen
- 2010 Ay Terazin Olsun, Yasak Meyve Verlag, İstanbul